# Vytas Gašpuitis
Vytas Gašpuitis (sinh ngày 4 tháng 3 năm 1994) là một cầu thủ bóng đá người Litva thi đấu ở vị trí hậu vệ cho câu lạc bộ Sông Lam Nghệ An và đội tuyển quốc gia Litva.

## Sự nghiệp câu lạc bộ
Gašpuitis bắt đầu sự nghiệp của mình với câu lạc bộ quê nhà Šiauliai. Anh thi đấu cho Šiauliai 5 năm bao gồm một mùa giải được đem cho Venta Kuršėnai mượn. Sau đó, anh lần lượt khoác áo Atlantas và Panevėžys trước khi sang Scotland thi đấu cho Dunfermline Athletic. Anh ra mắt câu lạc bộ trong hiệp hai của trận đấu với Greenock Morton vào ngày 13 tháng 3 năm 2021. Gašpuitis và Dunfermline đã đồng ý chấm dứt hợp đồng vào tháng 1 năm 2022 để cho phép anh trở lại Litva. Ở mùa giải 2022, Vytas trở lại Litva thi đấu cho FA Šiauliai, anh ra sân 24/36 trận giúp đội bóng này xếp ở vị trí thứ 7 tại Giải vô địch quốc gia Litva.
Đầu năm 2023, Vytas sang Việt Nam thi đấu cho Sông Lam Nghệ An.

## Sự nghiệp quốc tế
Gašpuitis ra mắt đội tuyển quốc gia Litva vào ngày 11 tháng 11 năm 2020 trong trận giao hữu với Quần đảo Faroe.

## Thống kê sự nghiệp

### Quốc tế
Tính đến ngày 15 tháng 11 năm 2021
| Litva     | Litva | Litva |
| Năm       | Trận  | Bàn   |
| --------- | ----- | ----- |
| 2020      | 3     | 0     |
| 2021      | 8     | 0     |
| Tổng cộng | 11    | 0     |